# بعلم الوصول (فلم)
بعلم الوصول هو فيلم دراما مصري من إخراج هشام صقر وبطولة بسمة، محمد سرحان، بسنت شوقي، رفل، لبنى ونس وسيد الأباصيري، عرض الفيلم لأول مرة في 11 فبراير 2020 في مهرجان أسوان الدولي لأفلام المرأة ويتناول الفيلم مشكلة نسائية نفسية، حيث تدور الأحداث حول هالة التي تواجه أفكارها الانتحارية بمفردها، وتحاول التكيف مع الحياة بعد سجن زوجها، وتستجمع قواها لمواجهة المجتمع الذي يعاقبها على إحساسها بالاكتئاب.

## نبذه
هالة صارت أم لتوها، وتعاني مع الضغوط التي تحتمها عليها كونها أم، بالإضافة إلى اعتلال صحتها العقلية، وحزنها على فراق والدها، وسجن زوجها والذي تحاول إخراجه من السجن، وفي يوم تعثر على رسالة تلقي الضوء على منظور جديد لأفكارها.

## طاقم العمل
- بسمة بدور هالة
- محمد سرحان بدور خالد
- بسنت شوقي بدور منى
- رفل بدور نعمة
- لبنى ونس بدور الأم
- سيد الأباصيري بدور الحاج فرج

## وصلات خارجية
- مقالات تستعمل روابط فنية بلا صلة مع ويكي بيانات